# Yakup bin Ali Şir
Yakub Beg I o Yakup bin Ali Şir fou bei o emir fundador del Beylik de Germiyan-oğhlu o Germiyan.
Executat Kaykhusraw III pels mongols el 1284, va pujar al tron Masud, al que es creu que els germiyanoğulları, segurament ja dirigits per Yakub, no van reconèixer. Va esclatar la guerra però la caiguda de Masud la va aturar i es va restablir la situació, ja que una inscripció del 1299 diu que Yakub ibn Ali Shir era vassall de Kaykubad III. Yakub es va fer de fet independent encara que primer com a vassall seljúcida i després mongol de Pèrsia (nominalment fins al temps del seu fill, després del 1335, quan el poder dels il-kànides perses es va diluir).
Sembla que exercia certa autoritat sobre els emirs veïns d'Aidin, Sarukhan i Karasi, i per exemple Mehmed Beg d'Aidin havia estat abans un general seu (subashi). Va cobrar tribut a l'Imperi Romà d'Orient. La seva capital era Kutahya i dominava la major part de Frígia incloent la regió de Toñuzlu-Ladik i la regió de Kara Hisar.
Els catalans li van arrabassar Simaw i Kula, però quan van marxar el seu fill Mehmed les va reconquerir als romans d'Orient. Va assetjar Filadelfia, darrer enclavament romà d'Orient, però l'arribada dels catalans li va impedir ocupar-la (1304), no obstant el 1314 ja dominava la ciutat.
La data de la seva mort no és coneguda però era viu encara el 1320. El va succeir el seu fill Mehmed Beg.